# Římskokatolická farnost Vlkoš u Přerova
Římskokatolická farnost Vlkoš u Přerova je územním společenstvím římských katolíků v rámci přerovského děkanátu olomoucké arcidiecéze s farním kostelem svatého Prokopa.

## Historie
První písemná zmínka o Bochoři pochází z roku 1294. Farní kostel svatého Prokopa byl postavený v letech 1724–1737.

## Duchovní správci
Od listopadu 2018 je farářem R. D. Mgr. Grzegorz Zych.

## Bohoslužby
| Kostel          | Místo           | Bohoslužba (den)      | Hodina                          | Poznámka     |
| --------------- | --------------- | --------------------- | ------------------------------- | ------------ |
| svatého Prokopa | Vlkoš u Přerova | neděle čtvrtek sobota | 7.30 17.00 (zima)/ 18.30 (léto) | Farní kostel |

## Aktivity farnosti
Ve farnosti se pravidelně koná tříkrálová sbírka. V roce 2017 se při ní ve Vlkoši vybralo 34 500 korun.